# Апальковский сельсовет
Апа́льковский сельсове́т — сельское поселение в Золотухинском районе Курской области Российской Федерации.
Административный центр — деревня Апальково.

## История
Апальковский сельсовет образовался в результате слияния двух сельсоветов: Пойменовского и Кононыхинского в 1947 году.

## Население
| 2002 | 2010 | 2012 | 2013 | 2014 | 2015 | 2016 |
| ---- | ---- | ---- | ---- | ---- | ---- | ---- |
| 592  | ↘467 | ↗470 | ↘464 | ↘452 | ↗454 | ↗461 |
| 2017 | 2018 | 2019 | 2020 | 2021 |      |      |
| ↘432 | ↘417 | ↗419 | ↗422 | ↗452 |      |      |

## Состав сельского поселения
| № | Населённый пункт | Тип населённого пункта          | Население |
| - | ---------------- | ------------------------------- | --------- |
| 1 | Апальково        | деревня, административный центр | ↘193      |
| 2 | Кононыхино       | деревня                         | ↘90       |
| 3 | Пойменово        | деревня                         | ↘157      |
| 4 | Умеренково       | деревня                         | ↘27       |

Местное самоуправление
Глава сельсовета — Бобринева Светлана Анатольевна была избрана 11 октября 2009 года